# Deutschland-Rundfahrt 1962
| Endstand nach der 7. Etappe | Endstand nach der 7. Etappe | Endstand nach der 7. Etappe |
| --------------------------- | --------------------------- | --------------------------- |
| Sieger                      | Peter Post                  | 48:29:14 h (35,803 km/h)    |
| Zweiter                     | Lode Troonbeeckx            | + 0:00 min                  |
| Dritter                     | Roger Baens                 | + 0:00 min                  |
| Vierter                     | Sigi Renz                   | + 1:06 min                  |
| Fünfter                     | Hennes Junkermann           | + 3:25 min                  |
| Sechster                    | Jan Janssen                 | + 3:38 min                  |
| Siebter                     | Piet Damen                  | + 3:38 min                  |
| Achter                      | Alfons Hermans              | + 3:38 min                  |
| Neunter                     | Norbert Kerckhove           | + 3:38 min                  |
| Zehnter                     | Martin van der Borgh        | + 3:38 min                  |

Die Deutschland-Rundfahrt 1962 (offiziell: Internationale Afri-Cola Deutschland-Rundfahrt) war ein Etappenrennen im Straßenradsport. Sie führte von Köln über 1.736 Kilometer zurück nach Köln. Es wurde in sieben Etappen ausgetragen. Zudem gab es am Vortag des Starts einen 64,8 Kilometer langen Prolog in Köln, der jedoch nicht in die Gesamtwertung einbezogen wurde.
Es gingen 56 Fahrer in zehn internationalen Radsportteams (davon fünf deutsche) und einem Mixed-Team an den Start. Das Ziel erreichten 34 Starter, wobei der Sieger die Distanz mit einem Stundenmittel von 35,803 km/h zurücklegte.
Erstmals in der Geschichte der Deutschland-Rundfahrt bekamen die Fernsehzuschauer Bilder aus dem Hubschrauber zu sehen. Jedoch half auch diese Neuerung nicht neue Geldgeber für eine Rundfahrt in Deutschland an Land zu ziehen, woran weitere Austragungen bis 1979 scheitern sollten.
Die Rundfahrt war in diesem Jahr nicht sehr selektiv. Aufgrund der anspruchslosen Etappenprofile erreichten die ersten drei Fahrer das Ziel in Köln mit der gleichen Zeit. Auch die Fahrer auf den Plätzen 6 bis 12 kamen mit der gleichen Zeit ins Ziel. Am Ende siegte der Niederländer Peter Post vor Lode Troonbeeckx und Roger Baens aus Belgien.

## Etappen
| Etappen   | Tag       | Start – Ziel             | km  | Etappensieger        | Gesamterster         |
| --------- | --------- | ------------------------ | --- | -------------------- | -------------------- |
| 1. Etappe | 12. April | Köln – Saarbrücken       | 253 | Martin Van Geneugden | Martin Van Geneugden |
| 2. Etappe | 13. April | Saarbrücken – Groß-Gerau | 268 | Rudi Altig           | ?                    |
| 3. Etappe | 14. April | Groß-Gerau – Schlitz     | 218 | Rudi Altig           | ?                    |
| 4. Etappe | 15. April | Kassel – Hannover        | 194 | Peter Post           | Peter Post           |
| 5. Etappe | 16. April | Hannover – Oldenburg     | 244 | Martin Van Geneugden | Peter Post           |
| 6. Etappe | 17. April | Oldenburg – Bielefeld    | 259 | Dieter Kemper        | Peter Post           |
| 7. Etappe | 18. April | Bielefeld – Köln         | 300 | Martin Van Geneugden | Peter Post           |